# Anastasia Istrati
Anastasia Istrati (n. 23 noiembrie 1942, Sireți, raionul Strășeni, Republica Moldova – d. 26 septembrie 2016) a fost o interpretă de muzică populară românească din Republica Moldova.
A făcut studii la Școala de Muzică din Slobozia (1959-1963) în clasa de dirijor cor a profesorului Petre Stroiu.
Anastasia a fost coristă în Capela „Doina” a Filarmonicii din Chișinău în anii 1963-1966 și 1974-1975 și la Teatrul de Operă și Balet din Chișinău în anii 1977-1981 și din 1982. A fost solistă în orchestrele de muzică populară „Mugurel” (1966-1974) și „Fluieraș” (1974-1977). A fost în turnee în orașe ca Budapesta, Berlin, Madrid, Bruxelles. La Radio Moldova a înregistrat melodiile Neicuță, să nu mă uiți, Mie-n roșu-mi șade bine, Hai, poftim la mese mari etc. În 1967 a jucat într-un film muzical realizat de Emil Loteanu.
A fost distinsă cu Premiul I la un Festival de Muzică Populară de la Moscova. În 2010, a fost decorată de Președintele Republicii Moldova Mihai Ghimpu cu Titlul onorific „Maestru în Artă”.